# AlphaTauri AT03
AlphaTauri AT03 — болід Формули-1, розроблений і виготовлений AlphaTauri для участі в чемпіонаті Формули-1 2022. Пілотами стали П'єр Гаслі та Юкі Цунода. AT03 є першим болідом AlphaTauri відповідно до нового технічного регламенту 2022 року. Автомобіль дебютував у змаганнях на Гран-прі Бахрейну 2022 року.

## Результати
| Рік      | Команда             | Двигун            | Шини | Гонщик     | Гран-прі | Гран-прі | Гран-прі | Гран-прі | Гран-прі | Гран-прі | Гран-прі | Гран-прі | Гран-прі | Гран-прі | Гран-прі | Гран-прі | Гран-прі | Гран-прі | Гран-прі | Гран-прі | Гран-прі | Гран-прі | Гран-прі | Гран-прі | Гран-прі | Гран-прі | Очки | Місце |
| Рік      | Команда             | Двигун            | Шини | Гонщик     | БАХ      | САУ      | АВС      | ЕМІ      | МАЯ      | ІСП      | МОН      | АЗЕ      | КАН      | ВЕЛ      | АВТ      | ФРА      | УГО      | БЕЛ      | НІД      | ІТА      | СІН      | ЯПО      | США      | МЕХ      | САП      | АБУ      | Очки | Місце |
| -------- | ------------------- | ----------------- | ---- | ---------- | -------- | -------- | -------- | -------- | -------- | -------- | -------- | -------- | -------- | -------- | -------- | -------- | -------- | -------- | -------- | -------- | -------- | -------- | -------- | -------- | -------- | -------- | ---- | ----- |
| 2022     | Scuderia AlphaTauri | Red Bull RBPTH001 | P    | П'єр Гаслі | Схід     | 8        | 9        | 12       | Схід     | 13       | 11       | 5        | 14       | Схід     | 15       | 12       | 12       | 9        | 11       | 8        | 10       | 18       | 14       | 11       | 14       | 14       | 35   | 9     |
| 2022     | Scuderia AlphaTauri | Red Bull RBPTH001 |      | Юкі Цунода | 8        | НС       | 15       | 7        | 12       | 10       | 17       | 13       | Схід     | 14       | 16       | Схід     | 19       | 13       | Схід     | 14       | Схід     | 13       | 10       | Схід     | 17       | 11       | 35   | 9     |
| Джерела: |                     |                   |      |            |          |          |          |          |          |          |          |          |          |          |          |          |          |          |          |          |          |          |          |          |          |          |      |       |